# Paratimroseïta
La paratimroseïta és un mineral de la classe dels sulfats

## Característiques
La paratimroseïta és un tel·lurat de fórmula química Pb₂Cu₄(TeO₆)₂(H₂O)₂. Va ser aprovada com a espècie vàlida per l'Associació Mineralògica Internacional l'any 2009. Cristal·litza en el sistema ortoròmbic. La seva duresa a l'escala de Mohs és 3.
Les mostres que van servir per a determinar l'espècie, el que es coneix com a material tipus, es troben conservades a les col·leccions mineralògiques del Museu d'Història Natural del Comtat de Los Angeles, a Los Angeles (Califòrnia) amb els números de catàleg: 62263 i 62534.

## Formació i jaciments
Va ser descoberta a la Mina Aga, situada a lalocalitat de Baker, dins el districte miner de Silver Lake del comtat de San Bernardino (Califòrnia, Estats Units), on s'han trobat uns pocs cristalls que s'entrecreixen en grups irregulars, fins i tot també botrioides. També ha estat descrita al Bird Nest drift, un indret molt proper a la localitat tipus.